# Пилчак (река)
Пилчак (англ. Pilchuck River) — река на северо-западе центральной части штата Вашингтон, США. Берёт начало в Каскадных горах, в верхнем течении течёт в западном и северо-западном направлениях, а в нижнем — в юго-западном и южном. В городе Снохомиш впадает в реку Снохомиш, которая в свою очередь несёт свои воды в залив Пьюджет-Саунд. Длина составляет 64 км; площадь бассейна — 329 км². Средний расход воды — 13 м³/с.
Название реки пришло из чинукского жаргона и произошло от слов pilpil (красный) и chuck (вода).